# 田嶋陽子
田嶋 陽子（たじま ようこ、1941年（昭和16年）4月6日 - ）は、日本の女性学研究家、英文学者、政治家、タレント、歌手。大学院博士課程単位取得満期退学（公式サイトでは修了）。1990年代以降に日本で活躍したフェミニスト。
参議院議員、法政大学教授などを歴任。

## 略歴
- 1941年岡山県浅口郡鴨方町（現・浅口市）生まれ。
- 戦後から復員した父親と一家3人で静岡県沼津市へ移住した[3]。
- 1954年（昭和29年）、沼津市立第一小学校卒業[4]
- 1957年（昭和32年）、沼津市立第一中学校卒業。
- 1960年（昭和35年）、静岡県立沼津西高等学校卒業。
- 1964年（昭和39年）、津田塾大学学芸学部卒業。
- 1966年（昭和41年）、津田塾大学大学院文学研究科英文学専攻修士課程修了。
- 1969年（昭和44年）、津田塾大学大学院博士課程単位取得満期退学（公式HPでは「修了」と明記）[5]。
- 1970年（昭和45年）、イギリスのベル語学学校ケンブリッジ校に留学。
- 1971年（昭和46年）、津田塾大学非常勤講師及び東京女子大学非常勤講師に就任。
- 1972年（昭和47年）、法政大学第一教養部専任講師に就任。
- 1972年（昭和47年）、東京工業大学非常勤講師に就任。[6]
- 1974年（昭和49年）、法政大学第一教養部助教授に昇任。
- 1976年（昭和51年）、法政大学第一教養部教授に昇任。
- 1979年（昭和54年）、イギリスのロンドン大学訪問研究員として留学。
- 1980年代には、NHK教育テレビの最上級者向け英会話番組「英語会話II」の司会進行役だった。
- 1989年 フェミニズムとエコロジーを掲げる環境政党「ちきゅうクラブ」の推薦人となる。
- 2001年（平成13年）に、第19回参議院議員通常選挙に比例区から社民党の公認を受け立候補し、当選。7月31日、法政大学教授を辞職。
- 2002年（平成14年）10月7日、社会民主党の北朝鮮による日本人拉致問題をめぐる対応などを批判して離党届を出す[7]。党の常任委員会は離党を認めず、また土井たか子は議員辞職を勧告したが応じなかったため、同月17日に除名処分を行い無所属になる。
- 2003年（平成15年）3月27日、神奈川県知事選挙に立候補し、参議院議員を失職。4月13日、投開票の結果、落選。
- 2003年（平成15年）からよみうりテレビ『たかじんのそこまで言って委員会』→『そこまで言って委員会NP』に準レギュラーで出演する。
- 2023年（令和5年）4月より東京都内のシニアハウスに入居[8]。

## 人物
- 幼少の頃、戦争中で父親が召集されたことによる影響で母親と親戚の家を転々とし、居候であるために二人は貧困生活をしていた。戦後に父親は復員し、親子3人で静岡県の沼津に居を移した。父は酒屋を開店し、7歳下の弟も生まれた。しかし、その後に母親は脊椎カリエスという病気になり、当時は不治の病であったこともあり、半ば母親の八つ当たりを自身への教育や叱り方の変化から感じていた。そのため、以前と一変し、母親とは関係が良くなくなる。寝たきりの母親だったため、逃げれば良かったがしなかったと語っている。その後に治療法が発見されたため、母親は完治した。しかし、自身が50代になってからフェミニストとしてテレビに出るようになり、出演したNHKの『母と娘』という番組で「お前がそんなにつらかったなら、お母さんも悪かったね」と母親から謝ってくれるまで和解出来ていなかった[3]。
- 津田塾大学創設者でキリスト教女子教育者の津田梅子を男女平等キリスト哲学者として尊敬している。学生の頃の夢は医者になることだった。若いときにベルギー貴族と恋愛したが、自身が結婚制度に反対していたために結婚しなかったと述べている[9]。
- 静岡県伊豆市にある「ライフハウス友だち村」で、年4回「田嶋陽子のおしゃべりサロン」を開催している。
- 60代で始めたシャンソン、70代で始めた書アートが趣味として知られているが、いずれもライブ活動や個展を開くレベルのものである[10]。

### 主張
- 専業主婦の女性に自立して働いてもらうために年収103万円の壁撤廃を目指して、(1)配偶者控除の廃止 (2)配偶者特別控除の廃止を公約に掲げていた[11]。
- 田嶋陽子の『女と男の構造改革理論』は以下の4点である
  - ①いつも女の問題は後まわし女性問題の軽視は異常な戦後日本社会の象徴である。
  - ②全部社会は女性差別構造であり、この世の仏教法則の因縁でみんな女性差別で連鎖している。
  - ③男性の自己中心的な飯・風呂・寝るに利用されまくる家政婦状態の昭和戦後世代の女性たち
  - ④法律よ女性に追いついての声で日本国家の法律と民法が早く女性の追いついての女性対応社会の実現化。男性が話題にするのは経済だけで女性の生活を重視する生活者問題も一緒に思考しろ。[12]
- 夫婦同姓の結婚制度に反対している。かつては、「大日本帝国が韓国人に強制した創氏改名」のようだなどと[13]同じ男性による女性の植民地化政策であると主張していた。また、女性が夫の事を主人と呼ぶことについても、まるで飼い犬のようだとして反対していた[14]。
- 選挙の時のスローガンは「変えようよ　男の政治」。ホイッスルやカスタネット、ドラムなどの鳴り物を派手に鳴らし、サンバのリズムで踊りながら街宣活動を展開した。街頭演説では、「男どもよ、パンツ洗ってるか！？」と発言している。
- 2001年の内閣委員にて、「例えば夫婦別姓にしたい人が夫について海外に行くといった場合も、夫婦別姓だと、戸籍と名前が違うとビザがおりないとか、それから職場でも均等法ができてから、女の人たちが働き出してから、旧姓使用ということで雇う側も雇われる側も非常に不便をしている」と選択的夫婦別姓制度の導入に賛同意見を述べた[15]。
- 日本に関連した歴史問題（従軍慰安婦問題や沖縄県民の集団自決問題など）への関心も高く、これらに対する異論を批判していた[16]。 慰安婦強制連行説の発端になった朝日新聞の吉田証言報道を、朝日新聞が2014年（平成26年）8月5日の朝刊で取り消した後も、週刊新潮の取材に対しては「これまでと考えは変わっていません」とメールで回答した[17]。
- 結婚制度の研究者として、古代社会は女族と男族がお互いに通い婚で平和に暮らしていたと思考している。戦争で戦力が必要な男族の軍事力の社会になり男族の女族支配が開始されたと主張し、戦争によって男族の子宮支配になるとして戦争反対している[18]。
- 男性社会で唯一重視された女性の持ち物は子宮であると主張していた[19]。また、女性は地球規模で差別されており、アフリカの女性器切除の問題も女性差別が背景であると主張している[20]。
- 「女性はパン（職業）を、男性はパンツ（家事）を」というスローガンのもと、学界やメディアで女性の社会的地位向上を訴えていた。専業主婦は1人前ではなく[21]、高村光太郎の愛情詩集である智恵子抄は高村智恵子の才能を押し潰す男の論理であると主張していた[22]。かつては結婚制度の廃止を唱えていた[4]。
- 自身のコンサートのステージで限定で、女性を二級市民に貶めるものとして批判的であったドレスやハイヒールを身につけている[2][23][3]。2012年9月には、コンサートステージでは着ることへの批判に対し、「これはコックの帽子や白い上着と同じで、歌手としての一つのスタイルに過ぎない。観る人が期待する伝統的なスタイルとして、歌手としての初心者である私がこれを選び、演じているだけ。」と答えている[23]。2017年には自身の主張に反するじゃないかって批判へは、「歌は聴いてくれる人を楽しませるものでしょ？途中でつけまつ毛を落としてみんなに笑われたり（笑）。それもサービス精神かな。」と語っている[3]。
- 2020年7月28日にはステージ以外では約30年ぶりとなるスカートを着た。従来の主張と変わり、「普段まず着ない綺麗な服で（スカートは）素敵だよね」と語り、「スカートはフェミニズム的に抑圧のシンボルのようなものだけど、自分が自立したならスカートだろうがパンツだろうが好きなものを選んで何を着せたっていい。それこそが自由よね」と述べるようになっている[2]。
- 2022年9月25日には、自身の考える「フェミニズム」について、「男らしさ、女らしさ」という社会規範の押しつけかはつくられた「女」から、一人の「人間」になること」「自分を生きること」と述べている[24]。

### 政界関連
- 2002年（平成14年）、田嶋が党の北朝鮮による日本人拉致事件への一連の対応を「（拉致事件という）現実に対する対応にスピード感も柔軟性もない」と批判し、離党を表明する事態に陥ると[25]、福島は、本来、党の政治的見解等の広報を担う機関誌に掲載した論文であるにもかかわらず、拉致事件を否定する内容の論文について「当時の状況下における個人論文で党の見解ではない」と釈明し、土井は田嶋の離党に関する記者会見において、「（朝鮮労働党との間で）拉致問題を取り上げなかったわけではないが、追及が十分とは言えなかった。被害者の家族には申し訳ありませんと、お詫びしたい」と謝罪している[26]。
- 社民党の国会議員となった流れとしては、社民党党首の土井たか子や幹事長の福島瑞穂に『女の問題を一緒に国会議員としてやろう』と誘われ、参議院議員に立候補した[27]。1年生議員で右も左も分からず所属していた社民党は国会議員が男女同数であった事から「男女平等を推進する少数政党」で有名だったが、実態は女性へ大したサポートが無くて不満が爆発していたことも、前述の社民党の対北朝鮮姿勢と共に離党の原因となった[28]。田嶋は「女の党社民党は嘘ばかりだった」と明かし、労働組合依存の男性左翼政党だったと批判している[29]。
- 社民党を離党して無所属となった後に、田嶋は参議院は脱政党化・非政党化・無政党化が進んだ無所属参議院議員のみにすべきと主張している[30]。鴻池祥肇構造改革特区担当大臣に「男女平等政策特区創設」を求めた[31]。
- 社民党東京都連合のお披露目会で自分が客寄せパンダ扱いされて、このお披露目会に出席していた田英夫参議院議員など先輩の政治家の方が重視されていると思っていた。社民党の男性の労組議員を中心とする体質に不満があり、労組出身の社民党の男性議員と対立していた。[32]　男性中心の日本社会党時代の労働組合政党を見直す女性の党社民党の国会議員になったが女も男も平和で暮らす女の党社民党は嘘ばかりであった。婦人参政権運動から発展した第2波フェミニズム運動で性別役割分業否定のジェンダー平等社会で女性を2級市民から自由なキリスト教徒の平成キリスト女性に解放する自分の思想を否定する労働者中心の労働組合依存の男性政党が社民党である。[33]
- 田嶋は「国会体験談」として「旧家に嫁いだ嫁のようだ」[34]「服装にうるさい」[35]「ペットボトルの水飲みが目立つと注意された」[36]と振り返り、初質問の体験談では参議院の委員会で小泉純一郎総理大臣や塩川正十郎財務大臣に初質問をした際に、自民党の男性議員から野次られて、田嶋が「うるさい」と怒り、北澤俊美委員長から「ルーキーに対して優しくするのも君たち男性議員のジェントルマンシップである」と注意があった[37]と回想している。
- わずかな参議院議員時代に偶然、当時の首相小泉純一郎と同じエレベーターに乗り合わせた際、小泉が「疲れた」と洩らすのを聞きそれまでの攻撃的態度から一転、深く同情する。
- 2003年（平成15年）には地方から国政を変えたいという理由から神奈川県知事選挙に立候補し、斎藤まさしが選挙をサポートしている[38]。

### たかじんのそこまで言って委員会関連
たかじんのそこまで言って委員会の準レギュラーである。かつてのレギュラーで2012年に逝去した三宅久之とは思想的な違いから激しい舌戦を繰り広げた。その一方で、度々お互いを人間としては尊敬しあう趣旨の発言もしていた。また、田嶋と同じく準レギュラー出演していた勝谷誠彦とも親交が深い。

### シャンソン歌手としての活動
軽井沢の商店主らに町おこしのためにとシャンソンを歌うことを勧められ、2006年以降はトークを交えたライブ活動を頻繁に行っている。田嶋の歌唱力への評価は高く、低音域に張りがあり、ビブラートと感情移入を全面に出した歌い方を特長としている。愛の歌や、反戦歌などを好んで歌うことが多い。2007年には「Ami~恋人~/アヒルのいいぶん」でCDデビューも果たし、2013年現在も衰えることのない歌声を披露している。
- 2007年（平成19年）にCDデビューした「Ami～恋人～／アヒルのいいぶん」のジャケット写真でセミヌードになって布1枚だけで体を包んでいる写真を披露した。セミヌードを撮影した時の様子を振り返り「普段慣れているのは、やっぱりスーツです。ノースリーブの洋服は、夏でも冷えるから着ないんです。写真撮影の時は夏のワンピースを着たイメージだった。セミヌードになった理由を、レコード会社の方に、セミヌード撮影で行きましょう、って言われまして」と語った[41][42]。

## 出演番組

### バラエティ・情報番組

#### 現在
- ビートたけしのTVタックル（1991年 - ・テレビ朝日）[43]
- たかじんのそこまで言って委員会→そこまで言って委員会NP（2003年 - ・よみうりテレビ）※準レギュラー
- 好きか嫌いか言う時間（2015年 - TBS）[43]
- 橋下×羽鳥の番組（2016年 - ・テレビ朝日）[43]
- 白熱ライブ ビビット（2016年 - TBS）※金曜レギュラー[43]

#### 過去
- 笑っていいとも![3]（1990年・フジテレビ）※「モリタ花婿アカデミー」講師として出演
- 踊る!さんま御殿!!（日本テレビ）
- 太田光の私が総理大臣になったら…秘書田中。（日本テレビ）
- ダウンタウンのガキの使いやあらへんで!!年越しSP未公開映像一挙大公開SP!!（日本テレビ）
- 探偵!ナイトスクープ（朝日放送）
- BS討論（NHK BS1）

### ドキュメンタリー
- 世界わが心の旅 ～スマトラ大地の女たち～（NHK衛星第2）

### ダンス
- 芸能人社交ダンス選手権（2005年12月30日）
- ウリナリ芸能人社交ダンス部（2006年3月21日）

### ドラマ・映画
- ドラマ「魚河岸のプリンセス」（1995年・NHK） - 日下佐和子
- 映画「スーパーの女」（1996年）
- 映画「メトレス」（2000年・松竹）
- ドラマ「京都の芸者弁護士5」（2001年・朝日放送）
- ドラマ「下流の宴」（2011年・NHK）

### 語学
- 英語会話II（1985年～1988年・NHK教育）※英語講師として出演

### ラジオ
- ザ・ボイス そこまで言うか!（ニッポン放送） - ゲスト出演。当時のコメンテーターであった勝谷のつながりで出演したものである。通常のコーナーでは勝谷と路線違いでの論戦を繰り広げる一方、リポーターが津田塾大学へ向かったり、シャンソン歌手としての一面にもスポットを当てるなどした。結果、「自分の出演など反対しか来ない」と感じていた田嶋の考えを覆すように好意的な声が多数届いたという。
- 2021年5月10日　月曜日　『辛坊治郎 ズーム そこまで言うか！』（ニッポン放送）代役パーソナリティ立川志らくの回のゲストとして登場

### CM
- 三洋電機「(アルカリ生活)」（1993年）
- 東京都「STOP AIDS」（1993年）
- ニッセン（1994年 - 1996年）
「見ーてーるーだーけー」のフレーズで知られる。
- YKK（1996年）
- ネスレ「ネスレ ニド」（1996年 - 1997年）
- ヴァージン・アトランティック航空（1999年）
- マイクロソフト「Office XP」（2001年）

## 著書
- 『フイルムの中の女 ヒロインはなぜ殺されるのか』（新水社・1991.11 ※のち副題を正題にして講談社+α文庫）
- 『愛という名の支配』（太郎次郎社・1992年）（講談社+α文庫・2005年） 新潮文庫、2019
- 『もう、「女」はやってられない』（講談社・1993年） 
  - 駒尺喜美編『女を装う』（勁草書房・1985年）、樋口恵子他編『花婿学校』（三省堂・1990年）、上野千鶴子編『恋愛テクノロジー』（学陽書房・1990年）などに初出の論文を収録
- 『恋をしまくれ 私の体験的恋愛論』（徳間書店・1994年7月）  「それでも恋がしたいあなたへ －私の性体験談」徳間文庫
- 『だから、なんなのさ!―史上最強の田嶋陽子DX』（テレビ朝日・1995年）
- 『田嶋陽子が人生の先達と考える女の大老境』（マガジンハウス・1997年)
- 『だから、女は「男」をあてにしない』（講談社・2001年）
- 『もう男だけに政治はまかせられない』オークラ出版、2002年。
- 『女は愛でバカになる』（集英社be文庫・2003年）

## 訳書
- ニコラス・カラーシニコフ『シベリアの馬ジャンパー』（ぬぷん児童図書出版、1978年）
- フェイ・ウェルドン『届かない手紙 - レベッカ・ウエスト』（山口書店、1997年）

## CD
シングル
- Ami～恋人～／アヒルのいいぶん（2007年、オリエントレコード）
- ひいふうみいよう（2012年、徳間ジャパンコミュニケーションズ） - 小椋佳作詞・作曲の「揺蕩い（たゆたい）」を収録。

アルバム
- 揺蕩い（たゆたい）（2011年、Aizumi）

## 執筆
- エッセイ「田嶋陽子の我が人生歌曲（シャンソン）」（新聞はいからエスト、2009年4月～）